# Åbyskov
Åbyskov er en lille kystby ved Storebælt på Fyn med 270 indbyggere  (2024). Åbyskov er beliggende i Skårup Sogn fem kilometer sydøst for Skårup og 10 kilometer øst for Svendborg. Byen tilhører Svendborg Kommune og er beliggende i Region Syddanmark.
Åbyskov Strand Camping ligger i byen.